# Herrarnas 10 000 meter i hastighetsåkning på skridskor vid olympiska vinterspelen 1998
Herrarnas 10 000 meter i skridskor vid de olympiska vinterspelen 1998 avgjordes den 17 februari 1998, vid M-Wave. Loppet vanns av Gianni Romme från Nederländerna.
16 deltagare från 9 nationer deltog i tävlingen.

## Tidigare rekord
Före tävlingen gällde följande rekord:
| Världsrekord     | Johann Olav Koss (NOR) | 13:30,55 | Hamar, Norge | 20 februari 1994 |
| Olympiskt rekord | Johann Olav Koss (NOR) | 13:30,55 | Hamar, Norge | 20 februari 1994 |

Följande nytt rekord sattes under tävlingen:
| Datum       | Par     | Idrottare    | Nation        | Tid      | OR | VR |
| ----------- | ------- | ------------ | ------------- | -------- | -- | -- |
| 17 februari | 7:e par | Gianni Romme | Nederländerna | 13:15,33 | OR | VR |

## Medaljörer
| Gren         | Guld                       | Guld          | Silver                    | Silver   | Brons                       | Brons    |
| 10 000 meter | Gianni Romme Nederländerna | 13.15,33 (VR) | Bob de Jong Nederländerna | 13.25,76 | Rintje Ritsma Nederländerna | 13.28,19 |

## Resultat
| Placering | Par | Namn                 | Land          | Tid      | Tid bakom | Noteringar |
| --------- | --- | -------------------- | ------------- | -------- | --------- | ---------- |
| 1         | 7   | Gianni Romme         | Nederländerna | 13:15,33 | -         | (VR)       |
| 2         | 7   | Bob de Jong          | Nederländerna | 13:25,76 | +10,43    |            |
| 3         | 8   | Rintje Ritsma        | Nederländerna | 13:28,19 | +12,86    |            |
| 4         | 8   | Bart Veldkamp        | Belgien       | 13:29,69 | +14,36    |            |
| 5         | 6   | Kjell Storelid       | Norge         | 13:35,95 | +20,62    |            |
| 6         | 6   | Frank Dittrich       | Tyskland      | 13:36,58 | +21,25    |            |
| 7         | 3   | Lasse Sætre          | Norge         | 13:42,94 | +27,61    |            |
| 8         | 1   | K.C. Boutiette       | USA           | 13:44,03 | +28,70    |            |
| 9         | 4   | Roberto Sighel       | Italien       | 13:46,85 | +31,52    |            |
| 10        | 2   | Alexander Baumgärtel | Tyskland      | 13:48,44 | +33,11    |            |
| 11        | 5   | René Taubenrauch     | Tyskland      | 13:52,10 | +36,77    |            |
| 12        | 3   | Marnix ten Kortenaar | Österrike     | 13:52,30 | +36,97    |            |
| 13        | 1   | Vadim Sajutin        | Ryssland      | 13:54,57 | +39,24    |            |
| 14        | 5   | Keiji Shirahata      | Japan         | 13:57,45 | +42,12    |            |
| 15        | 4   | Remi Hereide         | Norge         | 14:09,90 | +54,57    |            |
| 16        | 2   | Dave Tamburrino      | USA           | 14:12,00 | +56,67    |            |